# Гинзбург, Семён Львович
Семён Льво́вич Ги́нзбург  (23 мая 1901, Киев — 4 апреля 1978, Ленинград) ― советский музыковед, музыкальный критик, виолончелист, лектор, педагог и переводчик, профессор Ленинградской консерватории.

## Биография
Сын инженера-технолога Льва Моисеевича Гинзберга (Гинзбурга) и его жены Анны Моисеевны. Вырос с семьёй в Баку, в 1911 году жил с родителями в Австрии и Швейцарии. Начал заниматься музыкой под руководством скрипача и дирижёра М. И. Черняховского, затем учился в музыкальном училище Бакинского отделения Русского музыкального общества по классу виолончели В. С. Доброхотова. Летом 1916 года дебютировал в составе симфонического оркестра, выступавшего на Кавказских минеральных водах. В 1918 году окончил в Баку Первое реальное училище.
В 1918—1919 и 1921—1923 гг. учился на историко-филологическом факультете Петроградского университета, где его преподавателями были С. К. Булич (языкознание), С. А. Венгеров (история литературы), Б. В. Фермаковский (история искусства). Занимался также историей музыки в Институте истории искусств под руководством Б. В. Асафьева, камерным ансамблем в Петроградской консерватории под руководством А. К. Глазунова, совершенствовался как виолончелист под руководством Ю. Г. Бильдштейна. В 1919—1920 гг. служил в Красной армии как музыкант агитпоезда политотдела Южного фронта.
С 1919 г. преподавал в музыкальных школах и техникумах Петрограда. С 1922 г. научный сотрудник отделения теории и истории музыки Института истории искусств, с 1923 г. приват-доцент отделения искусств и археологии Петроградского университета. На протяжении 1920-х гг. концертировал в Петрограде-Ленинграде как ансамблист, в 1925 г. исполнил партию виолы да гамба в ленинградской премьере «Страстей по Иоанну» И. С. Баха под управлением Фрица Штидри.
С 1925 года преподаватель Ленинградской консерватории, с 1928 г. доцент, в 1935—1962 гг. профессор, затем до конца жизни профессор-консультант; в 1939—1940 гг. декан историко-теоретического факультета, в 1940—1949 и 1956—1961 гг. заведовал кафедрой истории музыки народов СССР. Одновременно в 1929 году возглавил музыкально-исторический музей Ленинградской филармонии, в 1932 году вошедший в качестве отдела музыкальной культуры и техники в состав Государственного Эрмитажа, и руководил им до 1935 года, занимаясь, в частности, организацией исторических концертов Эрмитажного театра, где сам выступал как виолончелист и гамбист. В 1938—1940 гг. старший научный сотрудник Центрального театрального училища, после его реорганизации в 1946—1948 гг. в той же должности в Ленинградском театральном институте. В 1942—1945 гг. в эвакуации в Ташкенте, в 1942 году выступал на общевузовской «Антифашистской сессии» с докладом «Фашизм и национальная музыкальная культура». Выступал по радио с лекциями о советской музыкальной культуре.
Как минимум дважды подвергался критике партийных идеологов за «антипатриотизм». 17 августа 1942 года начальник Управления агитации и пропаганды ЦК ВКП(б) Георгий Александров упоминал Гинзбурга в докладной записке на имя секретарей ЦК Маленкова, Щербакова и Андреева с обвинением, что в консерватории не прививается любовь к русской народной музыке. 19 февраля 1949 года в ходе антисемитской кампании по борьбе с космополитами на партийном собрании в Союзе композиторов его вместе с рядом других еврейских музыковедов заклеймили «пропагандистом западного модернизма в музыке».
Награждён медалями «За доблестный труд в период Великой Отечественной войны 1941—1945 гг.» (1946), «К 250-летию Ленинграда» (1953).
Первая жена — искусствовед Изабелла Владимировна Гинзбург (в девичестве Шпитальникова; 1900—1975). Вторая жена — Тамара Митрофановна Лисун (р. 1940).

## Научная работа
Был сотрудником многих отечественных и зарубежных журналов, где публиковал свои статьи и рецензии: «Современная музыка», «Орфей», «Музыкальная летопись», «De musiса», «Вестник Знания», «Музыкальная культура», «ARK».
Большую работу проделал в качестве переводчика, писал о творчестве французской «Шестерки», Альбана Берга, Эрнста Кшенека, об операх Ф. Бузони, концертах современной музыки в Венеции, Праге, Париже, о гастролях в России известных дирижеров: Ф. Штидри, А. Казеллы, Ф. Вейнгартнера, О. Фрида и других.
Главной темой научно-исследовательской деятельности Гинзбурга была история музыки народов СССР.
Гинзбург составил первый в Советском Союзе консерваторский курс музыки народов СССР.

### Книги
- Франц Шрекер и его опера "Дальний звон" / статьи С. Гинзбурга, Игоря Глебова и Сергея Радлова с приложением либретто ; Гос. ин-т истории искусств. - Ленинград : Academia, 1925. - 65, [1] с.; 17 cм.
- Что надо знать о симфоническом оркестре / С. Л. Гинзбург. - Ленинград : Тритон, 1930 (тип. Советский печатник). - 48 с., 16 л. ил. и схем.; 17х12 см.
- Музыка в музее : [О концертах в Эрмитаже] / С. Л. Гинзбург ; Гос. Эрмитаж. Музей истории культуры и искусства. - Ленинград : [Гос. Эрмитаж], 1934 (тип. Гос. гидрол. ин-та). - Обл., 65, [14] с. : ил.; 15х11 см.
- Основы музыкальной культуры : Тезисы, библиография, контрольные вопросы / Проф. С. Л. Гинзбург. - Ленинград : Ленингр. филармония, 1935 (тип. "Ленингр. правда"). - 19 с.; 15х10 см. - (Цикл лекций-концертов/ Ленингр. гос. акад. филармония и Отд. масс. полит.-культ.-просв. работы Ленингр. совета рк и кд. Ун-т муз. культуры; 1).
- Сорочинская ярмарка : Опера М. П. Мусоргского / С. Л. Гинзбург. - Москва : Музгиз, 1935 ("Образцовая" тип.). - 56 с., 1 с. "Оглавление" на обл. : нот. ил.; 13х9 см. - (Путеводитель по опере).
- К. Ю. Давыдов : глава из истории рус. муз. культуры и метод мысли / проф. С. Л. Гинзбург ; Ленингр. гос. консерватория. - [Ленинград] : Музгиз. Ленингр. отд-ние, 1936 (тип. "Кр. печатник"). - 211 с., 10 вкл. л. ил., портр., факс. : ил.; 20 см.
- Русский музыкальный театр 1700-1835 гг. : Хрестоматия / Сост. проф. С. Л. Гинзбург. ГУУЗ Ком-та по делам искусств при СНК СССР допущено в качестве учеб. пособия для ист.-геогр. фак-тов консерваторий и театровед. фак-тов театр. ин-тов. - Ленинград ; Москва : Искусство, 1941 (Ленинград). - 308 с., 20 вкл. л. ил. : ил.; 23 см.
- Что нужно знать о симфоническом оркестре. - Ленинград : Сов. композитор, 1959. - 75 с., 1 л. ил. : ил.; 14 см. - (В помощь слушателю университета культуры).
- Музыкальная литература народов СССР : Хрестоматия: Учеб. пособие для очных, заочных и вечерних отд-ний муз. училищ / Сост. проф. С.Л. Гинзбург. - Москва : Музгиз, 1963. - 439 с.
- Музыкальная литература народов СССР : [Учеб. пособие для муз. училищ]. - Ленинград : Музгиз. [Ленингр. отд-ние], 1963. - 264 с. : портр., нот. ил.; 22 см.
- Что надо знать о симфоническом оркестре. - 4-е изд. - Ленинград : Музыка. [Ленингр. отд-ние], 1967. - 48 с. : ил.; 20 см. - (Б-ка музыкального самообразования).
- Музыкальная литература народов СССР : [Учеб. пособие для муз. училищ]. - 2-е изд., доп. - Москва : Музыка, 1970. - 268 с. : портр., нот. ил.; 22 см.
- Хрестоматия по музыкальной литературе народов СССР : Учеб. пособие для муз. училищ: С предисл. / Сост.-ред. С.Л. Гинзбург. - Москва : Музыка, 1971. - 332 с.
- Из истории музыкальных связей народов СССР : Избр. статьи и выступления. - Ленинград ; Москва : Сов. композитор, 1972. - 164 с. : нот.; 22 см.
- Музыкальная литература народов СССР : [Учеб. пособие для муз. уч-щ]. - 3-е изд., доп. - Москва : Музыка, 1979. - 286 с. : портр., нот. ил.; 22 см.

### В качестве редактора
- Джаз-банд и современная музыка : Сборник статей П. О. Гренджера (Австралия), Л. Грюнберга (Нью-Йорк), Дариуса Мило (Париж), С. Серчингера (Лондон) / под ред. и с предисл. С. Гинзбурга. - Ленинград : Academia, 1926. - 47 с. : ил.; 17 см.
- Руководство к чтению партитур / Ганс Галь, препод. Венск. ун-та ; Пер. с нем. Ю. Я. Вайнкопа ; Под ред. и с дополнениями доц. Ленингр. гос. консерватории С. Л. Гинзбурга ; Ленингр. гос. консерватория. - Ленинград : Тритон, 1930 (тип. 1-й артели Советский печатник). - 62 с. : нот. ил.; 18х13 см.
- Пути развития узбекской музыки : Сборник статей под ред. проф. С. Л. Гинзбурга / Ленингр. ордена Ленина гос. консерватория им. Н. А. Римского-Корсакова. - Ленинград ; Москва : Искусство, 1946 (тип. № 1 Упр. изд-в и полиграфии Исполкома Ленгорсовета). - 210 с. : нот.; 22 см.
- Н. А. Римский-Корсаков и музыкальное образование : Статьи и материалы / Под ред. С. Л. Гинзбурга ; Ленингр. ордена Ленина гос. консерватория им. Н. А. Римского-Корсакова. - Ленинград : Музгиз, 1959. - 327 с., 13 л. ил. : нот. ил.; 23 см.
- Музыка и музыканты братских народов Советского Союза : Сборник статей / Под ред. проф. С. Л. Гинзбурга ; Ленингр. гос. консерватория им. Н. А. Римского-Корсакова. - Ленинград : Музыка. Ленингр. отд-ние, 1972. - 190 с. : ил., нот. ил.; 22 см.